# The Whisperers
 The Whisperers és una pel·lícula britànica dirigida per Bryan Forbes, estrenada el 1967.

## Argument
Una àvia, abandonada i solitària, que viu en una casa d'un barri proletari anglès, viu de l'assistència social. La seva única companyia són les veus que escolta, continus sosprirs que la turmenten.

## Repartiment
- Edith Evans: Mrs. Maggie Ross
- Eric Portman: Archie Ross
- Nanette Newman: La noia a dalt
- Avis Bunnage: Mrs. Noonan
- Gerald Sim: Mr. Conrad
- Ronald Fraser: Charlie Ross
- Leonard Rosllocr: Oficial del consell d'assistència
- Margaret Tyzack: Assistant social de l'hospital
- Robert Russell: Andy

## Premis i nominacions

### Premis
- Globus d'Or a la millor actriu dramàtica per Edith Evans
- BAFTA a la millor actriu per Edith Evans
- BAFTA a la millor fotografia per Gerry Turpin
- Premi Interfilm, Menció honorífica a Bryan Forbes, a la Berlinale 1967
- Os de Plata a la millor actriu, per Edith Evans

### Nominacions
- Oscar a la millor actriu per Edith Evans
- Globus d'Or a la millor pel·lícula estrangera
- Os d'Or per Bryan Forbes